# 62. Sinfonie (Haydn)
Die Sinfonie D-Dur Hoboken-Verzeichnis I:62 komponierte Joseph Haydn im Jahr 1780 während seiner Anstellung als Kapellmeister beim Fürsten Nikolaus I. Esterházy, wobei Haydn für den ersten Satz auf eine 1777 komponierte Ouvertüre zurückgriff.

## Allgemeines

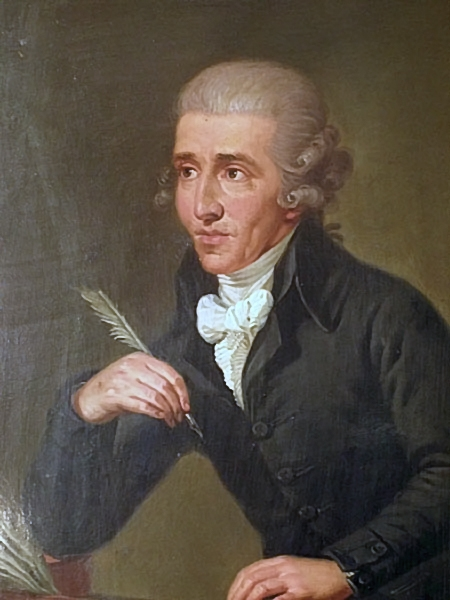
Joseph Haydn (Gemälde von Ludwig Guttenbrunn, um 1770)

Der erste Satz besteht aus der aufbereiteten Ouvertüre Hoboken-Verzeichnis Ia:7, die Haydn zu einem unbekannten Stück geschrieben und bereits in der wenige Jahre zuvor komponierten Sinfonie Nr. 53 als einen der möglichen Schlusssätze verwendet hatte. Eine weitere Besonderheit ist, dass der zweite Satz ebenfalls in der Grundtonart D-Dur steht, während er sonst üblicherweise in der Dominant- oder Subdominanttonart gehalten ist. Beides hat bei der Sinfonie Nr. 62 teilweise zu (nicht belegten) Spekulationen über ein Pasticcio geführt. Neben dem ersten Satz zeigen sich auch im Allegretto Anzeichen von Haydns damaliger starker Beschäftigung mit der Oper.
Wolfgang Amadeus Mozart notierte die Anfänge der ersten Sätze der Sinfonien Nr. 47, Nr. 62 und Nr. 75, möglicherweise in der Absicht, sie bei einem seiner Konzerte aufzuführen.

## Zur Musik
Besetzung:  Querflöte, zwei Oboen, zwei Hörner, zwei Fagotte, zwei Violinen, Viola, Cello, Kontrabass. Über die Beteiligung eines Cembalo-Continuos in Haydns Sinfonien bestehen unterschiedliche Auffassungen.
Aufführungszeit:  ca. 20 bis 25 Minuten (je nach Einhalten der vorgeschriebenen Wiederholungen).
Bei den hier benutzten Begriffen der Sonatensatzform ist zu berücksichtigen, dass dieses Schema in der ersten Hälfte des 19. Jahrhunderts entworfen wurde (siehe dort) und von daher nur mit Einschränkungen auf die Sinfonie Nr. 62 übertragen werden kann. – Die hier vorgenommene Beschreibung und Gliederung der Sätze ist als Vorschlag zu verstehen. Je nach Standpunkt sind auch andere Abgrenzungen und Deutungen möglich.

### Erster Satz: Allegro
D-Dur, 2/2-Takt (alla breve), 167 Takte
Das Allegro stellt eine Variante der Ouvertüre Hoboken-Verzeichnis Ia:7 dar, die Haydn 1777 komponiert hatte und ebenfalls in der Sinfonie Nr. 53 verwendete (siehe oben, in der Sinfonie Nr. 63 benutzte Haydn ebenfalls eine Ouvertüre als Kopfsatz). Der Satz beginnt als Kontrastthema (erstes Thema) aus absteigendem D-Dur-Dreiklang im Forte und einer Piano-Antwort in abgesetzter (teils von Pausen unterbrochener) Achtelbewegung. Das fünftaktige Thema wird wiederholt. Die anschließende Forte-Passage setzt zunächst die abgesetzte Achtelbewegung mit Anreicherung von Staccato fort und bringt dann mehrere energische Motive/Figuren hintereinander: dreifache Akkordschläge, vierfache Tonrepetition sowie ein Doppelschlagmotiv mit Akzenten; am Ende tritt auch die von Pausen durchsetzte Achtelbewegung (ähnlich wie am Ende des ersten Themas) wieder auf. Das zweite Thema (ab Takt 36) in der Dominante A-Dur hat sanglich-wiegenden Charakter, der Vordersatz wird zunächst von den Streichern vorgestellt, dann mit Flötenbeteiligung wiederholt. Der Nachsatz besteht aus einem Doppelschlagmotiv sowie einer schließenden Kadenz mit Triller. In der Schlussgruppe tritt die von Pausen durchsetzte Achtelbewegung vom Ende des ersten Themas wieder auf, die sich nun in mehrfacher Wiederholung steigert (anfangs von Pausen durchsetzt, dann im Tremolo und Forte). Die Exposition endet mit Dreiklangsmelodik und Akkordschlägen auf A.
Die Durchführung verarbeitet zunächst über weite Strecken ein neues, ruhiges Motiv aus aufsteigendem Dreiklang in halben Noten (als Umkehrung des Eingangsdreiklangs interpretierbar) und einer Doppelschlagfigur. Das Motiv wird in viertaktigen sequenzierenden Schritten durch verschiedene Tonarten geführt (A-Dur, Fis-Dur, h-Moll, G-Dur, E-Dur, Cis-Dur), wobei der Beginn jeder Phrase im Forte betont ist. In Cis-Dur kommt die Musik ab Takt 97 ins Stocken und hört schließlich ganz auf (Generalpause). Abrupt setzt dann eine kontrastierende Abfolge des Kopfes vom ersten Thema (forte) mit der abgesetzten Achtelbewegung (piano) ein, die von fis-Moll zum Repriseneintritt in der Tonika D-Dur führt.
Der Verlauf der Reprise entspricht weitgehend dem der Exposition. Durchführung und Reprise werden ebenso wie die Exposition wiederholt.

### Zweiter Satz: Allegretto
D-Dur, 6/8-Takt, 105 Takte

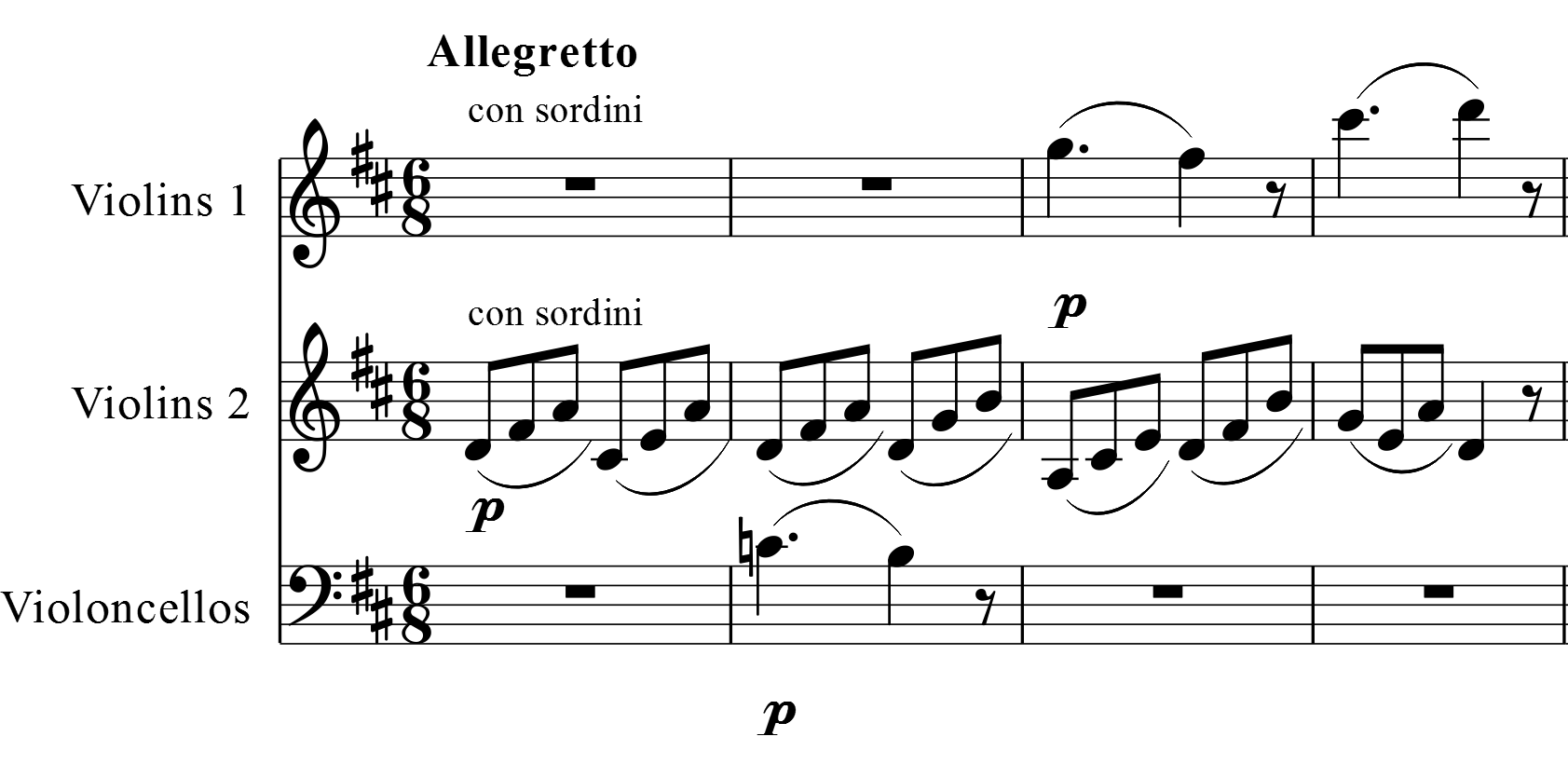
Beginn des Allegretto

Der Satz beginnt ungewöhnlich mit einer minimalistischen, „leiernden“ Figur der gedämpften 2. Violine aus aufsteigenden Dreiklängen, in die zunächst die Celli, dann die ebenfalls gedämpften 1. Violinen kurze Einwürfe aus Sekund-Vorhalten geben. In diesem „enigmatischen“ Satzanfang kann der Hörer die Dreiklangsfigur zunächst als Begleitung auffassen, im weiteren Verlauf wird aber deutlich, dass sie ein wichtiger motivischer Baustein ist: „Sie tritt immer bestimmender hervor, durchzieht in vielfältigen Varianten auch in den Oberstimmen den gesamten Satz und gewinnt echte thematische Qualität.“ – Die viertaktige „durchbrochene Fraktur der Anfangstakte, die gewissermaßen nur ein harmonisches Gerüst andeutet“ wird mit Vertauschung von Ober- und Unterstimmen wiederholt, gefolgt vom viertaktigen Nachsatz des Themas, bei dem die 1. Violine aus den Sekundschritten ein Melodiefragment bildet. Nach Peter Brown erinnert der Satz an eine Barkarole, bei der der venezianische Gondoliere die Melodie vergessen habe.
In der Überleitung zur Dominante A-Dur (ab Takt 13) nimmt die Flöte die Begleitfigur auf, während sich die Melodielinie nun in 2. Violine, Viola und dann mit Chromatik im Bass weiter entwickelt. Auch die Orchestrierung und die Rhythmik wird allmählich dichter und komplexer: In Takt 22 setzen Oboen und Fagotte mit ein, und in Takt 28 auch die Hörner (das ganze Orchester nun im Forte). Die Passage ab Takt 28 („zweites Thema“) fällt durch ihre dynamischen Kontraste auf: Haydn wiederholt viermal variiert ein Motiv, bei dem eine auf dem ersten Taktschwerpunkt mit Akzent betonte, aufsteigende Akkordfigur (abgeleitet aus der vorigen Dreiklangsbewegung) in Flöte und 1. Violine mit einer ebenfalls auf dem ersten Taktschwerpunkt betonten, fallenden Linie im Decrescendo verbunden wird. (Weiterhin erhöht Haydn die Bewegungsenergie, indem er hier erstmals auch Sechzehntel einsetzt.) Dies ist „ein ausgesprochen theatralischer, opernhafter Effekt, den Haydn so demonstrativ in seinen Sinfonien nie wieder verwendet hat“. Howard Chandler Robbins Landon weist auf die Besonderheit dieser ausführlichen Verwendung vom Decrescendo hin und vermutet wegen der starken dynamischen Kontraste des Allegretto, dass der Satz einen Bezug zum Theater bzw. zur Oper hat. Die Schlussgruppe im Piano, die sich „wieder ins Ätherische verflüchtigt“, enthält Elemente von der vorigen Passage (verkürzte Akkordfigur abwärts sowie Sechzehntelbewegung).
Zu Beginn der Durchführung imitieren die Bläser die Figur vom Ende der Schlussgruppe. Dann erfolgt ein Wechsel nach F-Dur, wo das Motiv vom „zweiten Thema“ wiederum viermal erklingt. Mit einer Variante der Passage mit der chromatischen Melodielinie und der Dreiklangsbewegung wechselt Haydn zur Dominante A-Dur, die den Repriseneintritt ankündigt.
In der Reprise (ab Takt 64) fügt Haydn zum ersten Thema „eine anmutige Gegenmelodie“ hinzu, weiterhin sind die Bläser begleitend beteiligt. Die „rhythmisch komplexe Passage“ vor dem zweiten Thema ist ausgeweitet, das eigentliche zweite „Thema“ fehlt dagegen bis auf die aufsteigende Akkordfigur, die in eine Fermate auf dem Dominantseptakkord mündet. Die Schlussgruppe ist um eine Coda  (mit Material der Schlussgruppe) erweitert

„Der stilistische und psychologische Mittelpunkt dieser Symphonie ist der zweite Satz (…). Der Charakter dieses Satzes ist beinahe einzigartig für Haydn: ätherisch, delikat, ein wunderbarer Traum bzw. eine schöne Träumerei.“

### Dritter Satz: Menuet. Allegretto
D-Dur, 3/4-Takt, mit Trio 56 Takte
Das galante Menuett ist durchweg im Forte gehalten und enthält ein aufstrebendes, kraftvolles Dreiklangsthema. Zu Beginn des zweiten Teils dominiert gleichmäßige, abgesetzte Achtelbewegung. Der Satz entfernt sich weit von den volkstümlich inspirierten Menuetten anderer Sinfonien Haydns und erinnert eher an den Salon als an einen Ballsaal.
Das Trio steht in G-Dur und ist für Fagott und Streicher instrumentiert, wobei Fagott und 1. Violine stimmführend sind. Die zahlreichen Synkopen erinnern an das Trio der Sinfonie Nr. 92.

### Vierter Satz: Finale. Allegro
D-Dur, 4/4-Takt, 174 Takte

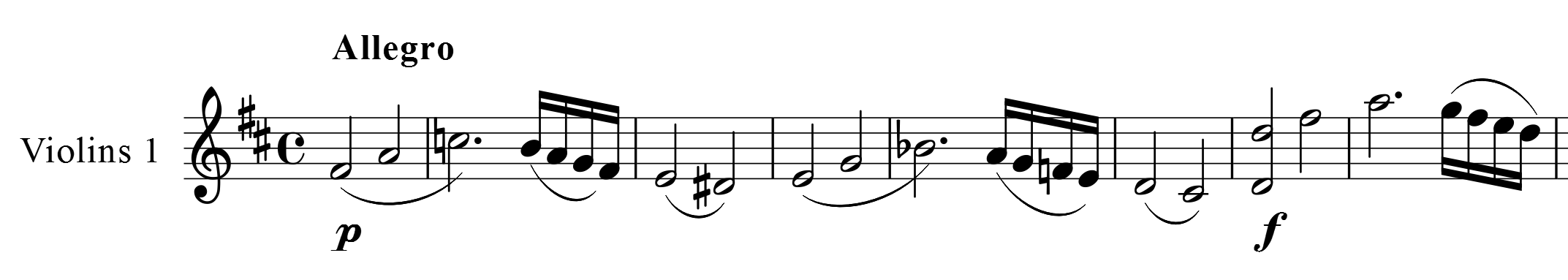
Beginn des Allegro

Wie auch beim Allegretto ist der Satzanfang ungewöhnlich gestaltet: Haydn beginnt das Allegro im Streicherpiano mit „einer Geste metrischer und harmonischer Verunsicherung“, die klingt, als ob sie „schon von irgendwo herkommt“. Die dreitaktige Geste steigt zunächst in halben Noten von Fis als verminderter Akkord auf und dann als Sechzehntelfigur und Vorhalt in halben Noten abwärts. Die Geste wird eine Stufe tiefer von e aus wiederholt. Sie ist tonartlich nicht festgelegt (Andeutung von e-Moll, d-Moll und g-Moll). Solche Strukturen verwendete Haydn später teilweise auch vorsichtig an anderen Satzanfängen. Erst in Takt 7 setzt das ganze Orchester in der Tonika mit dem auf zwei Takte verkürzten Motiv (ohne den Vorhalt) ein und baut daraus ein stabiles, zwischen D und A wechselndes Gebilde auf. Durch die anfängliche Abwärts-Reihung erscheint das Erreichen der Tonika in Takt 7, als wäre es lediglich der dritte Teil einer fallenden Sequenz.
Der Tutti-Block endet als Abfolge von Akkordschlägen und der Sechzehntelfloskel, die an eine ähnliche Passage aus dem ersten Satz in Wolfgang Amadeus Mozarts Sinfonie C-Dur KV 425 erinnert. Die in Takt 20 anschließende, kontrastierende Streicherpassage im Piano ist sanglicher gehalten, sie fällt durch ihren Vorhalt (erinnert an den Satzanfang) und die Vorschlagsfloksel auf. Ab Takt 29 wird das erste Thema als Variante wiederholt (in der Piano-Passage mit Stimmführung der 2. Violine und Imitation durch die 1. Violine), im Forte-Teil des Themas übernimmt der Bass in Takt 41 die Stimmführung unter synkopierter Begleitung. Mehrere, aneinandergereihte Vorhalte mit Akzenten führen zum zweiten Thema (ab Takt 55, Dominante A-Dur). Ähnlich wie die vorangegangenen Piano-Streicherpassage, wirkt es stark kontrastierend, hier durch den verspielten Charakter, die sparsame Begleitung und den
lombardischen Rhythmus. Die Exposition endet als Forte-Block, der den lombardischen Rhythmus anfangs im Bass, dann in den Oberstimmen verarbeitet.
Die Durchführung beginnt als erweiterte Variante der Streicherpassage aus Takt 20, gefolgt von der ausführlichen Verarbeitung des lombardischen Rhythmus vom zweiten Thema im Forte. Diese Passage ist erfüllt vom „dunklen, hintergründigen Espressivo und mit einigen Pausen von geradezu atemberaubender Wirkung.“ Am Ende der Durchführung treten Elemente vom ersten Thema (halbe Note mit  Sechzehntelfigur abwärts) dazu.
Die nach relativ langer Generalpause beginnende Reprise ist in der Piano-Passage vom ersten Thema sowie in der kontrastierenden Piano-Streicherpassage (nach dem ersten Forte-Block) durch imitatorische Anreicherung verdichtet, der Komplex vom ersten Thema wird nicht wiederholt. Exposition sowie Durchführung und Reprise werden wiederholt.